# 谢肃
谢肃（？—？），陈郡阳夏人，谢靖的儿子。
谢肃的叔叔谢康很早去世，没有儿子，因此谢靖将谢肃过继给谢康，承袭咸亭侯，谢肃还是没有儿子。谢肃兄弟谢虔将儿子谢灵祐过继给谢肃，承袭咸亭侯，继承谢鲲的血脉。